# José Cholbi Diego
José Cholbi Diego (Xàbia, 1938) és un polític valencià, antic falangista i ara del PPCV. Treballà com a mestre d'Educació primària i com a professional de TVE. Subdirector General de Formació Professional en el primer govern de Carlos Arias Navarro (últim de Francisco Franco). Posteriorment va estudiar graduat social.
Amb la falange, en la seua joventut fou Cap de Centuria. Fou professor d'Educació física en diversos centres públics i privats de la província d'Alacant així com professor de «Formació de l'Espiritu Nacional». Durant la dictadura franquista fou regidor de l'Ajuntament de Dénia i conseller provincial del Moviment, arribà a ser subcap provincial del Moviment de Francisco Franco de 1970 a 1972 amb el Governador Civil i cap provincial del Moviment a Alacant amb Mariano Nicolás.
Sabé aprofitar la circumstància que a Xàbia i Dénia estiuejaven alguns alts càrrecs del franquisme, i el 1974 fou nomenat subdirector general de Formació Professional en un govern d'Arias Navarro. Va ser destituït el 1975 després de la mort de l'excap de l'Estat, el general Francisco Franco Bahamonde. Cholbi posseeix les més prestigioses condecoracions feixistes entre elles: el «Victor d'Argent» i l'«Orde del Jou i les Fletxes».
Adjunt al vicesecretari general d'Unión del Pueblo Español quan UDPE es va fusionar amb altres sis partits més i formaren Alianza Popular a on va pertànyer al corrent d'antics franquistes. Després dels successius fracassos de les votades de 1977 i 1979 de A.P. en la província, va desaparèixer durant una «travessia del desert», per a després de l'èxit de Manuel Fraga Iribarne reapareix cap a la fi de 1982. És candidat a Eleccions a les Corts Valencianes de 1983 i ix elegit diputat. A més fou al Senat d'Espanya designat per la Comunitat autònoma per la legislatura. Durant els anys vuitanta va protagonitzar l'estèril Tercera Via (com ell la va denominar) que va consistir en una soterrada oposició a Juan Antonio Montesinos García. Cholbi fou conegut aleshores com «el rabosot de la Marina Alta».
Fou diputat per la província d'Alacant a les eleccions generals espanyoles de 1986, fou escollit adjunt a la secretaria general de A.P. per Francisco Álvarez-Cascos Fernández durant els seus inicis. De nou diputat a les eleccions generals espanyoles de 1989 i a les eleccions generals espanyoles de 1993. Va tornar a la seua autonomia a les eleccions a les Corts Valencianes de 1995 i, a les de 1999 amb Eduardo Zaplana Hernández-Soro qui el va recuperar. Finalment, a les de 2003, va ocupar el càrrec de vicepresident primer de les Corts Valencianes amb Francesc Camps i Ortiz i també fou Senador designat per la Comunitat autònoma.
Home lleial amb el poder establert, el 2007 fou nomenat Síndic de les Corts Valencianes, càrrec que mantindria fins a la seua elecció com a Síndic de Greuges del País Valencià el març de 2009.